# Каталанский язык

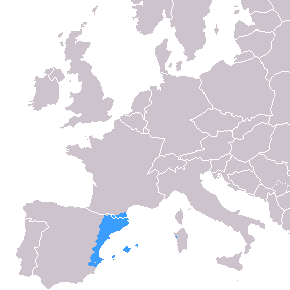
Карта распространения каталанского языка

Катала́нский язы́к (катало́нский язык, самоназвание: català [kətəˈla]), также известный как валенси́йский язык (самоназвание: valencià [vəlensiˈa]), — язык, принадлежащий к западно-романской или к окситано-романской подгруппе романских языков индоевропейской семьи. На нём говорят около 11 миллионов человек в так называемых каталанских странах: в Испании (автономные сообщества Каталония, Валенсия, Балеарские острова и др.), Франции (департамент Восточные Пиренеи), Андорре и Италии (г. Альгеро на острове Сардиния).
Каталанский язык является официальным языком в автономных сообществах Каталония (наряду с испанским и аранским), Валенсия и Балеарские острова (в последних двух сообществах — наряду с испанским) и в Андорре.

## Основные сведения
В период с 1979 по 2007 год каталанский язык получил определённый официальный статус во всех административных территориях, относящихся к каталанским странам, кроме Эль-Карче и Западной полосы. В автономном сообществе Каталония он является одним из трёх официальных языков (наряду с кастильским и аранским) и единственным «историческим языком» с 1979 года.
Начиная с XIII века каталанский язык назывался по-разному на разных территориях. В настоящее время самыми распространёнными являются три названия: каталанский, валенсийский (только в Автономной области Валенсия в Испании) и каталано-валенсийско-балеарский (чаще всего в академической литературе).
С точки зрения фонетики, лексики и грамматики ближайшим к каталанскому является окситанский язык (с VIII по XIII век каталанский язык представлял собой диалект окситанского). Каталанский в мире понимают около 11,6 млн человек, по числу говорящих — это 6-й романский язык после испанского, португальского, французского, итальянского и румынского языков. В Европейском Союзе каталанский является 14-м языком по количеству говорящих, в мире — 80-м.
Существует две большие группы диалектов — восточные (на основе которых создан литературный язык) и западные (на основе юго-западных диалектов кодифицирован литературный язык Автономной области Валенсия).
В каталанском используют адаптированную латиницу: в частности, несколько буквосочетаний, которые не встречаются в других романских языках (-ny-, -l∙l-, -ig). Грамматика и фонетика каталанского языка имеет как общие (в том числе 2 числа и 2 рода у существительного, прилагательного и артикля), так и отличительные черты (8, а не 7 гласных, как в большинстве романских языков, употребление определённого артикля перед именами) с соседними галло-романскими и западно-иберийскими языками.
Каталанский язык повлиял на соседние языки, в частности на испанский (например, название прежней денежной единицы Испании «песета» происходит от кат. peça), в свою очередь лексический фонд языка обогащён многочисленными заимствованиями из испанского, баскского, немецкого, окситанского, арабского, французского и английского языков. Основу языка составляют слова латинского происхождения. Из каталанского в русский вошли, в частности, такие слова, как паэлья и барак.
Каталанский язык регулируется несколькими учреждениями, в частности Институтом каталанских исследований (который поддерживает норму IEC) и Валенсийской академией (которая поддерживает норму AVL). В 1985 году был создан Терминологический центр (Termcat), который отвечает за разработку отраслевой терминологии и выпуск словарей; также действует Консорциум языковой нормализации (Consorci per a la Normalització Lingüística), задачей которого является распространение новой терминологии и организация языковых курсов. Наряду с указанными выше официальными заведениями существуют и признанные неправительственные организации, которые занимаются пропагандой каталанского языка, созданием надлежащих условий для его изучения: самой известной является организация «Омниум културал» (Òmnium Cultural), созданная в 1961 году.
Рекорд «Книги рекордов Гиннесса» по самой длинной в мире речи (124 часа без перерыва) был установлен перпиньянцем Люисом Кулетом. Речь была посвящена каталанскому искусству и культуре, где отдельное место было уделено творчеству и личности художника-сюрреалиста Сальвадора Дали и была произнесена в основном на каталанском языке с небольшими цитататами на окситанском языке и была закончена 17 января 2009 года

## Названия языка

### Современные названия языка
В русском языке параллельно употребляются два названия для обозначения языка — каталанский и каталонский. Тем самым фиксируется разница между употреблением относительно языка («каталанский») и по принадлежности к территории, народу («каталонский»).
При этом разделение на «каталанский» (для языка) и «каталонский» (для большинства остальных явлений) существует, помимо русского языка, только в украинском и белорусском, в которых оно также унаследовано в рамках советской традиции. Ни в одном другом языке, включая сам каталонский/каталанский, подобного разделения не существует.
Авторы учебника для студентов МГУ И. О. Бигвава и М. А. Харшиладзе используют вариант «каталанский язык», производный не от названия области Каталония (Catalònia отличается от принятого в наши дни Catalunya), а от самоназвания жителей области и носителей языка català — каталанец, каталанский, несмотря на принятые в словарях «каталонец», «каталонский». В соответствии с этим самоназванием, авторы учебника производят прилагательные: «золотой век каталанской литературы», «нормы каталанской орфографии», «Институт каталанских исследований». В статье «Каталанский язык» тома «Романские языки» энциклопедического издания «Языки мира» Б. П. Нарумов привёл два варианта — «каталанский» и «каталонский», отметив: «В русской лингвистической литературе в качестве лингвонима закрепилась первая форма, соответствующая самоназванию: el català, la llengua catalana <…>». Кроме этого, филологи ЛГУ — в частности, О. К. Васильева-Шведе и К. В. Ламина, стоявшие у истоков изучения данного языка в СССР, также использовали вариант «каталанский язык» в своих научных работах. У Е. А. Грининой жители Каталонии — каталонцы, но: каталанский язык, каталанская культура, каталанистика. В то же время З. И. Плавскин в статье о Возрождении в Каталонии использовал варианты «каталонский язык», «каталонская проза», «каталонская литература», которые ранее также употреблялись в Энциклопедическом словаре Брокгауза и Ефрона.
Следует отметить также, что кроме названий каталонский / каталанский, существуют и другие, менее распространённые современные названия для этого языка. Уставом Автономной области Валенсия закреплено название «валенсийский язык», в других регионах распространения каталанского языка его сейчас называют «каталонским» (на Балеарских островах в неофициальном употреблении также есть названия «мальоркин» и — реже — «балеарский язык»). В трудах по языкознанию иногда этот язык называют «каталано-валенсийско-балеарским», в конце XX века были предложены также два искусственных названия — бакавес / бакабес и каваба / кабаба (или кавабанский / кабабанский язык), где «-ка-» означает «Каталония», «-ва-» / «-ве-» или «-ба» / «-бе-» — «Валенсия» и «-ба-» — «Балеарские острова». Три буквы «а» в названии «каваба» означают «Арагон» (то есть Западную полосу), «Алгер» и «Ал-Каршу».

### Исторические названия
Со времён Проповедей Органьи, каталанский язык назывался по-разному. Поскольку, как и другие романские языки, каталанский язык произошёл из народной латыни, его считали народным, простым вариантом латинского языка, что объясняет первое задокументированное официальное название каталанского языка в нач. XIII века — vulgar, то есть «народный», «простой» язык.
Среди других исторических названий каталанского языка следует указать название romanç / romançar («романский [язык]»), которое употреблялось во всех частях каталонских земель с 1234 до 1636 г.; название pla / espla / esplanar («понятный [язык]»), употреблявшееся с 1261 до 1589 г.; название crestianesc («христианский [язык]»), которое употреблялось в Валенсии с 1270 до 1468 г. (ввиду существования контактов между христианским каталонским и мусульманским арабским населением Валенсии), и название algemia («алжемия / алджемия»), употреблявшееся с 1460 по 1490 г. — главным образом, иберийскими мусульманами.

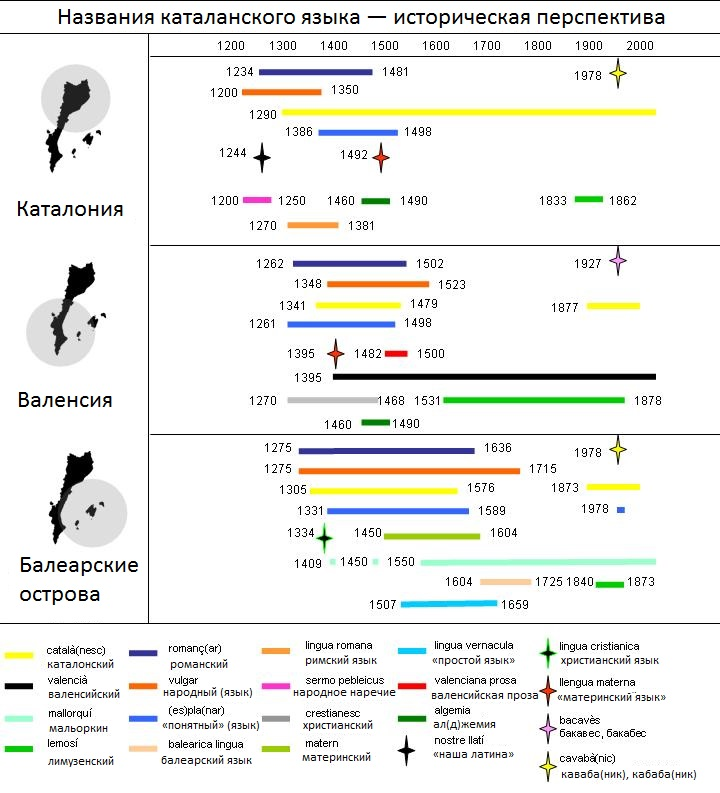
Названия каталанского языка

В Валенсии с 1531 до 1878 г. широко употреблялось также название lemosí («лимузенский [язык]») — это название, которое сейчас употребляется лишь для лимузенского диалекта окситанского языка, что отражает тот факт, что каталанский язык долгое время (а по мнению отдельных лингвистов, до середины XX века) считался диалектом окситанского языка (большое количество трубадуров писало на наречии северо-окситанского диалекта).
В королевстве Арагон, куда входила территория современных Южной и Северной Каталонии, «каталонским» этот язык стали называть с 1290 г. — там это название является основным и сегодня.
На других каталаноязычных территориях традиция называть язык «каталонским» прервалась в XV—XVI вв., однако употреблялись названия, производные от наименований соответствующих королевств — «валенсийский» (с 1395 г.) и «мальоркин» (с 1409 г.). В Валенсии и на Балеарских островах снова стали употреблять название «каталанский язык» в конце XIX века.

## Статус языка

### В местах проживания каталонцев
- С 18 сентября 1979 г. каталанский, наряду с испанским и окситанским (аранским), является региональным официальным языком Автономном сообществе Каталония (законодательно признан единственным «историческим языком» этой территории)[19]
- С 1 июля 1982 г. каталанский является официальным, наряду с испанским, в Автономном сообществе Валенсия, где официально он называется валенсийским языком (только валенсийский язык признан «историческим языком» этого автономного сообщества)[20]
- С 25 февраля 1983 г. каталанский является официальным, наряду с испанским, на Балеарских островах (здесь он также определён единственным «историческим языком»)[21]
- Каталанский язык является единственным официальным языком Княжества Андорра с 2 февраля 1993 г. согласно ст. 2 Конституции этой страны[22][23].
- С 11 сентября 1997 г. законом № 26 Автономной области Сардиния в Италии каталанский признан одним из официальных языков города Альгеро[24][25], наряду с корсиканским (или корсо-галурезским) на севере острова (в законе он назван «галурезским диалектом»), сассарским на северо-западе (в законе он назван «сассарским диалектом»), сардинским в центральной и южной частях острова и табаркинским (диалект лигурийского языка) наречиями на юго-западе Сардинии (в законе он назван «табаркинским языком»).
- С 10 декабря 2007 г. каталанский, наряду с французским, является официальным языком департамента Восточные Пиренеи во Франции[26]

### За их пределами
Каталанский язык являлся одним из 6 официальных языков «Латинского союза», организации, которая объединяла 36 государств мира.
13 июня 2005 года Советом министров иностранных дел ЕС (англ. Foreign Affairs Council) было принято разрешить гражданам Испании обращаться с официальными запросами к структурам ЕС на каталонском, баскском и галисийском языках. 30 ноября 2006 года, с подписанием соответствующего соглашения с послом Испании при ЕС Карлосом Бастаррече, такое разрешение было оформлено для Уполномоченного ЕС по правам человека. Кроме того, на каталанском можно обращаться в Комитет регионов, Совет ЕС, Еврокомиссию, Европейский социально-экономический комитет и в Европейский Парламент. В ЕС такие права до выхода Великобритании из Европейского Союза (именно до 1 февраля 2020 года) имели также шотландский и валлийский языки.
По количеству говорящих каталанский язык является 7-м среди языков Европейского Союза (в рамках ЕС им пользуется больше людей, чем финским или датским, и столько же, как и шведским, греческим или португальским).
Согласно отчёту об употреблении «малых языков» в Европейском Союзе (которые не имеют статуса общенационального официального языка) «Евромозаика» (1991 г.), на каталанском говорили 33,5 % всех носителей «малых языков» ЕС.

## Классификация языка и его коды

### Каталанский язык среди других романских языков
Каталанский язык является романским языком, который образовался на базе народной латыни. С VIII до XIII в. каталанский представлял собой единую языковую общность с окситанским языком (то есть фактически был одним из его диалектов).
Сейчас литературный каталанский, особенно с точки зрения лексики, но также фонетически и с точки зрения грамматики, наиболее близок к литературному окситанскому языку (который сформирован на базе лангедокского диалекта окситанского — этот диалект географически является ближайшим к Северной и Южной Каталонии) — взаимопонимание говорящих на обоих языках возможно без перевода.
Некоторые языковеды как каталанский, так и окситанский относят к отдельной окситано-романской подгруппе языков. Упрощая, можно сказать, что и каталанский, и окситанский языки являются переходными между галло-романскими (прежде всего, французским) и западно-иберийскими (прежде всего испанским) языками.
Каталоно-валенсийско-балеарское наречие — разновидность окситанского языка в Испании…
Между языками, которые возникли на основе латыни [после её распада], в античные времена возникла речь, которую назвали провансальской [окситанской] и на которой заговорили люди, которые жили между реками Луара [северная граница окситанского языка в Центральной Франции] и Эбро [южный рубеж Автономной области Каталония в Испании]
Мануэл Мила-и-Фунтаналс, испанский лингвист (1818—1884)
Интересно то, что особую заинтересованность в изучении связей между каталонским и окситанским языками обнаруживают валенсийцы, которые видят Валенсию — её культуру, язык и историю — в более широком контексте, чем каталонские земли, а именно в традиционном окситано-каталоно-валенсийском контексте. Организацией «Ок Валенсия» даже было предложено сблизить графику каталанского и окситанского языков (обратив особое внимание на гасконский диалект) и создать общее каталано-окситанское койне.
Несмотря на это, часто каталанский и окситанский язык относят к разным подгруппам романской группы индоевропейской языковой семьи: окситанский — к галло-романской группе (вместе с французским и франко-провансальским; иногда к этой группе относят и каталанский), а каталанский — к иберо-романской (вместе с испанским, астурлеонским, португальским и галисийским), иногда относя его к восточно-иберийским языкам (порой к восточно-иберийским языкам относят и окситанский).
На эти дискуссии влияет существование политической границы между Францией и Испанией. Например, испанский филолог Рамон Менендес-Пидаль отстаивал принадлежность каталанского языка именно к группе иберийских языков.
Рэймонд Гордон относит каталанский к восточно-иберийским языкам, которые вместе с языком ок (окситанский язык) и западно-иберийскими языками (испанский, астурлеонский, португальский и галисийский) входят в иберо-романскую группу, которая, в свою очередь, вместе с галло-романскими языками (галло-итальянскими и галло-ретскими), входит в галло-иберийской подгруппу.
Роберт А. Холл-мл. классифицирует каталанский язык как северо-иберо-романский (вместе с испанским и португальским), который, в свою очередь, с южно-иберо-романскими языками (мосарабский язык), входит в иберо-романскую подгруппу (по этой классификации окситанский язык относится к южно-галло-романским языкам и вместе с северо-галло-романскими формирует галло-романскую подгруппу).
Юрий Коряков в «Атласе романских языков» классифицирует каталанский язык как переходный между южно-галло-романскими (окситанским и гасконским) и иберо-романскими (испанский, арагонский, галисийско-португальский, астурлеонский), которые входят в западно-романскую подгруппу группы романских языков (вместе с галло-романскими и североитальянскими).

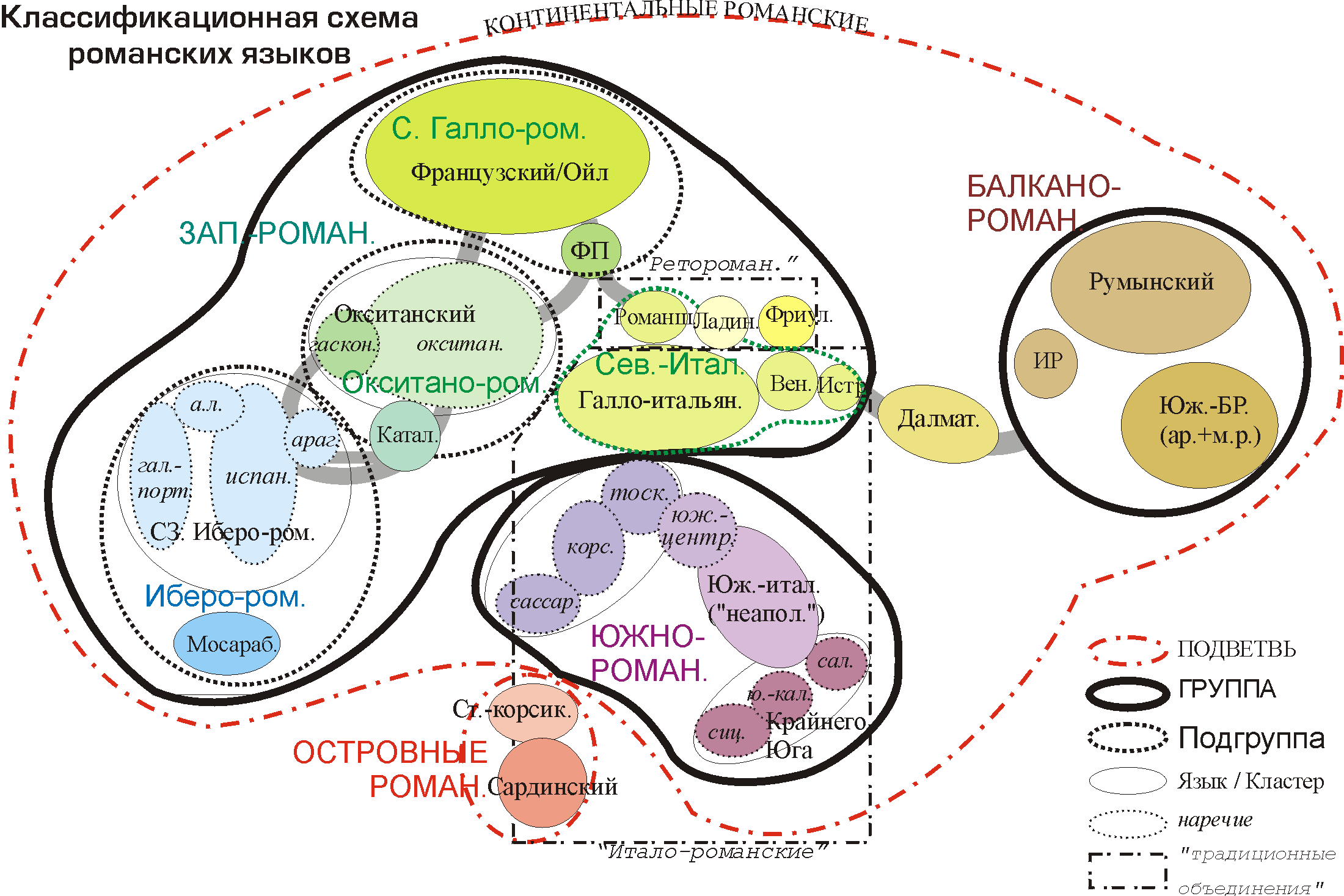
«Атлас романских языков» по Корякову

Ч. Тальявини для классификации романских языков предлагает географический принцип, согласно которому каталонский язык занимает промежуточную позицию между галло-романскими (французский, ретороманский и окситанский языки) и иберо-романскими языками (испанский и португальский), будучи «поворотным языком» (фр. une langue pivot).
В 1991 г. Витольд Маньчак (пол. Witold Mańczak) предложил классифицировать романские языки в соответствии с количеством совпадающих лексических единиц в текстах (таким образом учитывается как существование одинаковых слов в разных языках, так и частотность их употребления). Так можно определить, насколько лексические системы отдельных языков приближены друг к другу.
По этой методике, итальянский язык, в сравнении с другими романскими языками, сохранил наибольшее количество слов латинского происхождения, то есть общих слов для разных романских слов:
- итальянский язык: ближайшим к итальянскому являются французский (1067 общих слов), а затем португальский (1043), каталонский (1031), испанский (1015), ретороманский (987), окситанский (982), сардинский (836), румынский (537);
- каталанский язык: ближайшим к нему является испанский (1045 общих слов), затем итальянский (1031), португальский (1001), французский (998), окситанский (939), ретороманский (843), сардинский (687), румынский (441);
- португальский язык: ближайшим к нему является испанский язык (1196 общих слов), затем итальянский (1043), каталонский (1001), французский (909), ретороманский (874), окситанский (870), сардинский (774), румынский (492);
- испанский язык: ближайшим к нему является португальский (1196 общих слов), затем каталанский (1045), итальянский (1015), французский (914), окситанский (867), ретороманский (836), сардинский (750) и румынский (491).

О классификации каталанского языка Б. П. Нарумов писал следующее: «Каталанский язык принадлежит к западно-романской подгруппе романских языков. Из-за особенностей исторического развития отнесение его к иберо-романским или галло-романским языкам долгое время составляло предмет дискуссий. В XIX веке каталанский язык относили к галло-романской подгруппе ввиду сходства основных фонетических и грамматических процессов в каталанском языке и в окситанском (провансальском) языке; нередко каталанский язык называли диалектом провансальского. Ещё в 1920 году В. Мейер-Любке в книге Einführung in das Studium der romanischen Sprachwissenschaft рассматривал каталанский язык как диалект провансальского наряду с гасконским, лангедокским и лимузенским; позже он признал самостоятельность каталанского языка. В работах Р. Менендеса Пидаля, А. Алонсо и Г. Майера каталанский язык рассматривается как иберо-романский язык, что подтверждается наличием в нём общих черт с арагонским, леонским, португальским и мосарабским. Некоторые романисты (А. Кун, Г. Рольфс, В. Гарсия де Диего) выделяют особую пиренейскую группу романских языков, куда и относят каталанский язык вместе с гасконским, верхнеарагонским и окситанским (провансальским). Современные исследователи нередко подчёркивают переходный характер каталанского языка и называют его „язык-мост“».

### Коэффициент сходства
Ниже представлена таблица схожести лексики каталанского и других языков по спискам слов (коэффициент 0,00 означает, что похожих слов нет; 1,00 — что все слова похожи).
| Языковые коды | Язык 1 ↓      | Коэффициент сходства лексики | Коэффициент сходства лексики | Коэффициент сходства лексики | Коэффициент сходства лексики | Коэффициент сходства лексики | Коэффициент сходства лексики | Коэффициент сходства лексики | Коэффициент сходства лексики | Коэффициент сходства лексики | Коэффициент сходства лексики | Коэффициент сходства лексики |
| ------------- | ------------- | ---------------------------- | ---------------------------- | ---------------------------- | ---------------------------- | ---------------------------- | ---------------------------- | ---------------------------- | ---------------------------- | ---------------------------- | ---------------------------- | ---------------------------- |
| cat           | Каталанский   | 1                            |                              |                              |                              |                              |                              |                              |                              |                              |                              |                              |
| eng           | Английский    | -                            | 1                            |                              |                              |                              |                              |                              |                              |                              |                              |                              |
| fra           | Французский   | -                            | 0,27                         | 1                            |                              |                              |                              |                              |                              |                              |                              |                              |
| deu           | Немецкий      | -                            | 0,60                         | 0,29                         | 1                            |                              |                              |                              |                              |                              |                              |                              |
| ita           | Итальянский   | 0,87                         | -                            | 0,89                         | -                            | 1                            |                              |                              |                              |                              |                              |                              |
| por           | Португальский | 0,85                         | -                            | 0,75                         | -                            | -                            | 1                            |                              |                              |                              |                              |                              |
| ron           | Румынский     | 0,73                         | -                            | 0,75                         | -                            | 0,77                         | 0,72                         | 1                            |                              |                              |                              |                              |
| roh           | Ретороманский | 0,76                         | -                            | 0,78                         | -                            | 0,78                         | 0,74                         | 0,72                         | 1                            |                              |                              |                              |
| rus           | Русский       | -                            | 0,24                         | -                            | -                            | -                            | -                            | -                            | -                            | 1                            |                              |                              |
| srd           | Сардинский    | 0,75                         | -                            | 0,80                         | -                            | 0,85                         | -                            | -                            | 0,74                         | -                            | 1                            |                              |
| spa           | Испанский     | 0,85                         | -                            | 0,75                         | -                            | 0,82                         | 0,89                         | 0,71                         | 0,74                         | -                            | 0,76                         | 1                            |
| Язык 2 →      | Язык 2 →      | cat                          | eng                          | fra                          | deu                          | ita                          | por                          | ron                          | roh                          | rus                          | srd                          | spa                          |

### Коды для каталанского языка
Каталанскому языку присвоены следующие коды ISO 639 и SIL:
- ISO 639-1 — ca,
- ISO 639-2(T) — cat,
- ISO 639-3 — cat,
- код SIL — CLN.

Для «валенсийского языка» отдельного кода не принято, поскольку он признан лишь вариантом каталанского (ему предлагалось присвоить коды val и ca-valencia).
Согласно стандарту ГОСТ 7.75-97, кодом каталанского языка является «кат» и cat, цифровым кодом — 290.

### Стандарты
Существует два основных стандарта каталанского языка: основной стандарт (стандарт IEC), который был предложен каталонским лингвистом Пумпеу Фаброй и который основывается на центрально-каталанском диалекте (район Барселоны), поддерживается Институтом каталанских исследований; и валенсийский стандарт (стандарт AVL), который основывается на работах того же лингвиста и т. н. «Нормах Кастельо» (Normes de Castelló — стандартная орфография, адаптированная к произношению в западно-каталанских диалектах).
Разница между обоими стандартами небольшая и, прежде всего, касается употребления диакритических знаков (francès и anglès IEC — francés и anglés AVL, cafè IEC — café AVL, conèixer IEC — conéixer AVL, comprèn IEC — comprén AVL). Также по-разному произносится подударное «e», которое происходит от латинских ē («e долгое») и ĭ («и краткое»): в норме IEC — [ɛ], в норме AVL — [e]. В стандарте AVL сохранена буква è в словах què, València, èter, sèsam, sèrie и època, однако её произношение отличается от произношения в стандарте IEC.
Кроме того, в некоторых словах по норме AVL вместо tll употребляется tl (ametla/ametlla, espatla/espatlla и butla/butlla) и т. д.

## Распространённость
Каталанский язык понимают примерно 11,56 млн человек в мире, в частности в Испании (автономные сообщества Каталония, Валенсия, Балеарские острова), Франции (департамент Восточные Пиренеи), Андорре и Италии (г. Альгеро на острове Сардиния)
Территория распространения каталанского языка называется «каталанскими странами».
Заинтересованность каталанским языком в мире растёт. В 2004—2005 годах каталанский язык изучало 5220 человек, а в 2005—2006 учебном году — уже 7049 человек. В 2006 г. язык преподавали в 108 иностранных университетах (в 2005 г. — в 98), расположенных в 28 странах мира. Заинтересованность в изучении каталанского языка обнаруживают не только эмигранты и их потомки, но и те иностранцы, которым интересно искусство Каталонии, прежде всего архитектура, или те, кто интересуется туризмом и т. д.
Больше всего каталанский язык изучают в Германии — 2609 человек в 23 университетах, а также в Испании (вне каталонских земель) — 1227 человек. Например, в Мадриде в 2003 г. экзамен по каталанскому сдало 74 человека, в 2006 г. — 162 человека. В столице Испании каталанский язык можно выучить в 6 учебных заведениях.
Первым учебным центром Азии, где можно выучить каталанский язык, стал Университет иностранных языков Хангук в Сеуле. Там в 2006 г. каталанский язык изучало 36 студентов.
С целью популяризации каталанской культуры за границей созданы центры «Каталонских сообществ за рубежом» (Comunitats Catalanes de l’Exterior, CCE). Сейчас насчитывается 114 таких центра, в 39 есть возможность изучать каталанский язык. Через такие центры в 2006 г. изучали язык 1726 человек, почти на 60 % больше, чем за предыдущий год. Крупнейшие такие центры расположены в Аргентине (2 центра), Великобритании, Франции, Швейцарии (2 центра), Колумбии и на Кубе, в Марокко и Чили.
| Территория         | Понимают   | Умеют разговаривать |
| Каталония          | 6 502 880  | 5 698 400           |
| Валенсия           | 3 448 368  | 2 407 951           |
| Балеарские острова | 852 780    | 706 065             |
| Андорра            | 62 013     | 57 395              |
| Альгеро            | 34 525     | 26 000              |
| Всего              | 10 900 566 | 8 895 811           |

| Территория         | Понимают   | Умеют разговаривать |
| Северная Каталония | 256 583    | 145 777             |
| Западная полоса    | 50 406     | 49 398              |
| Эль-Карче          | нет данных | нет данных          |
| Прочие территории  | 350 000    | 350 000             |
| Всего              | 656 989    | 545 175             |

| Территория        | Понимают   | Умеют разговаривать |
| Каталонские земли | 11 207 555 | 9 090 986           |
| Прочие территории | 350 000    | 350 000             |
| Всего             | 11 557 555 | 9 440 986           |

| Территория         | Говорят | Понимают | Читают | Пишут |
| Каталония          | 84,7    | 97,4     | 90,5   | 62,3  |
| Валенсия           | 57,5    | 78,1     | 54,9   | 32,5  |
| Балеарские острова | 74,6    | 93,1     | 79,6   | 46,9  |
| Северная Каталония | 37,1    | 65,3     | 31,4   | 10,6  |
| Андорра            | 78,9    | 96,0     | 89,7   | 61,1  |
| Западная полоса    | 88,8    | 98,5     | 72,9   | 30,3  |
| Альгеро            | 67,6    | 89,9     | 50,9   | 28,4  |

Каталония: Опрос 2004 года, Institut d’Estadística de Catalunya (IEC), Generalitat de Catalunya  Архивная копия от 12 октября 2007 на Wayback Machine.
Данные IEC, 2003 р. .
Валенсия: Опрос 2004 года, Institut Valencià d’Estadística, Generalitat Valenciana . Данные IEC, 2004 р..
Illes Balears: Опрос 2002 года, Institut Balear d’Estadística, Govern de les Illes Balears  Архивная копия от 1 января 2008 на Wayback Machine; данные IEC, 2002 г.
.
Восточные Пиренеи: Статистика пользования языками, 2004 год (EULCN 04), данные 1999 р., Generalitat de Catalunya .
Андорра: Статистика 1999 года Servei d’Estudis, Ministeri de Finances, Govern d’Andorra ; данные IEC, 1999 р..
Западная полоса: данные по поселениям, Centre de Recerca i Documentació Pau Vila . Социолингвистические данные Евромозаики  Архивная копия от 27 ноября 2005 на Wayback Machine.
Альгеро: Статистика пользования языками, 2004 год (EULA 04). Данные Министерства экономики и финансов Италии.
Прочие территории: Прогноз 1999 года Федерации каталонских организаций за рубежом
Социологический статус каталанского языка
| Территория         | Говорю дома | Говорю на улице |
| Каталония          | 45          | 51              |
| Валенсия           | 37          | 32              |
| Балеарские острова | 44          | 41              |
| Северная Каталония | 1           | 1               |
| Андорра            | 38          | 51              |
| Западная полоса    | 70          | 61              |
| Альгеро            | 8           | 4               |

(% населения в возрасте от 15 лет и старше)
Изучение и использование каталанского, материалы Женералитата  Архивная копия от 16 мая 2015 на Wayback Machine
Согласно информации ЮНЕСКО, каталонский является 22-м языком в мире по количеству переводов с него на другие языки. Согласно исследованиям Жорди Маса (Jordi Mas), каталонский находится на 23 месте по популярности среди языков интернета

## История

Развитие языков на юго-западе Европы

Считается, что формирование самостоятельного каталанского языка началось в IX веке, в ходе Реконкисты. Этим веком датируются первые памятники каталанского языка. Язык возник на базе вульгарной латыни на севере Пиренейского полуострова. В позднем средневековье каталанский язык был литературным и имел престиж. Хотя языком поэзии в Каталонии до XV века оставался окситанский, каталанскому — первому из романских языков — открылись такие области, как философия и наука.
Первый сохранившийся литературный памятник на каталанском языке «Проповеди Органья» (Homilies d’Organyà) датируется XII веком. Тогда каталанский язык не имел больших расхождений с провансальским языком, но с начала XIII века стал укреплять свои позиции в качестве самостоятельного языка. В те времена появились Великие Хроники (Les quatre grans Cròniques), и Рамон Люлль создавал свои философские, теологические и художественные сочинения.
Золотой век каталанской литературы начался в конце XIV века и достиг наивысшего расцвета в XV столетии. Согласно И. О. Бигвава и М. А. Харшиладзе, «Франсеск Эйшименис (Francesc Eiximenis), Бернат Медже (Bernat Metge) и Антони Каналс (Antoni Canals) создали великолепную прозу на каталанском языке; Андреу Фебре (Andreu Febrer) и Жорди де Сан-Жорди (Jordi de Sant Jordi) пишут поэзию на языке, который с каждым разом всё более отдаляется от провансальского. Однако самым ярким и непревзойдённым мастером поэтического языка Средневековья безусловно является Аузиа́с Марк (Ausiàs March). В жанре романа пальма первенства несомненно принадлежит Жуаноту Марторелю (Joanot Martorell) с его прославленным „Тирантом Белым“ (Tirant lo Blanch) и произведению „Куриал и Гуэлфа“ (Curial e Güelfa) неизвестного автора. Вторая половина XV века связана с именами таких блестящих мастеров слова, как Жауме Роч (Jaume Roig) и Роис де Корелья (Joan Roís de Corella)».
После бракосочетания Фердинанда II Арагонского с Изабеллой I Кастильской в 1469 году каталонское дворянство начало переходить на кастильский (испанский) язык, что привело к постоянному сужению области применения каталанского языка и образованию ситуации диглоссии, наблюдаемой и в наши дни. Очень отрицательное влияние имела репрессивная языковая политика Бурбонов в XVIII веке; причиной её послужило то, что каталонцы в Войне за испанское наследство сражались на стороне Габсбургов.
К началу XIX века каталанский язык оказался окончательно вытеснен из большинства сфер употребления. Однако его положение было более благоприятным, чем, например, галисийского языка. Хотя политическая и социальная элита (дворянство, писатели) во времена упадка языка (XVI—XIX вв.) перестала употреблять язык, однако на нём говорили простой народ и духовенство, что позволило языку сохранить определённый социальный престиж.
В первой половине XIX века начинает формироваться движение сопротивления, так называемое Возрождение (Renaixença). Сначала оно не выходило за рамки литературного движения, но в течение века приобрело политические и национальные черты. К началу XX века относятся первые победы в языковой политике. В 1930-х годах каталанский даже получил статус второго официального языка в Каталонии. Так или иначе, успех длился недолго.
| 1989 | 49,6 % | 45,8 % | 4,5 % | 0,1 % |
| 1992 | 45,0 % | 50,4 % | 4,6 % | 0,0 % |
| 1995 | 47,2 % | 50,0 % | 2,8 % | 0,0 % |
| 2005 | 54,5 % | 36,4 % | 6,2 % | 2,9 % |
| 2008 | 56,8 % | 32,3 % | 7,6 % | 3,3 % |

После победы Франко в Гражданской войне (1936—1939) при установившемся режиме Испанского государства использование каталанского языка было ограничено в школах и государственных учреждениях, хотя он продолжал использоваться в быту и в культурной сфере, тайно он использовался в богослужениях в монастыре Монтсеррат. Были созданы литературные премии для каталонских писателей, например Premi Joanot Martorell за лучший роман на каталанском языке, существовавшая с 1947 года. Такое положение сохранялось до конца диктатуры Франко в 1975 году.
Демократизация Испании привела к большой автономизации отдельных областей, и в 1979 году каталанский язык вновь получил статус официального.

## Отличительные черты языка

### Гласные
- Общие черты с галло-романскими языками:
  - Исчезновение конечных гласных в словах латинского происхождения, кроме конечного -a (muru, flore → mur, flor), что отличает каталанский от западно-иберийских языков, которые сохраняют конечный гласный, кроме -e (muro, однако flor/chor) и итало-романских, которые сохраняют все конечные гласные (muro, fiore)
- Общие черты с окситанским языком:
  - Многочисленные дифтонги и односложные слова: ([aj] rai, [ej] ei, [aw] cau, [ew] beu, [ow] pou и т. д)
- Черты, которые противопоставляют каталанский галло-романским языкам:
  - Сохранение латинского -u- (восточные диалекты — lluna ['ʎunə], западные диалекты — lluna ['ʎunɛ/a], окситанский — luna ['lyno], французский — lune ['lyn]).
- Черты, которые отличают каталанский от испанского:
  - Сохранение открытого произношения латинских гласных ĕ и ŏ (кратких «e» и «o») под ударением в народной латыни, соответственно [ɛ] и [ɔ] (terra → terra ['tɛra]/['tɛrə]; focus → foc [fɔk])
- Черты, которые отличают каталанский от окситанского:
  - Редукция дифтонга au к открытому o (caulis, paucu → col, poc)
- Общие черты с другими языками, распространёнными на юге ареала западно-романских языков (лангедокский диалект окситанского, западно-иберийские языки):
  - Буквосочетание -act редуцируется в -et (lacte, factu → *lleit, *feit → llet, fet)

### Согласные
- Общие черты с западно-романскими языками:
  - Переход глухих латинских -p-, -t, -c- в звонкие -b-, -d-, -g- (capra, catena, securu → cabra, cadena, segur)
- Общие черты с галло-романскими языками:
  - Сохранение начальных pl-, cl-, fl- (plicare, clave, flore → plegar, clau, flor). Эта черта отличает каталанский от западно-иберийских языков (в испанском — llegar, llave, в португальском — chegar, chave).
  - Как и во французском или окситанском, происходит замена глухих согласных на соответствующие звонкие, если следующее слово начинается с гласной или звонкой согласной. Такая соноризация присуща фонемам [s], [t], [p], [ʃ], [k] и [tʃ], которые переходят соответственно в [z], [d], [b], [ʒ], [ɡ] i [ʤ]. Примеры (приведено валенсийское произношение): els homes [els] и [ɔmes] -> [elzɔmes]; peix bo [pejʃ] и [bɔ] -> [pejʒbɔ]; blat bord [blat] и [boɾ(t)] -> [blad'boɾ(t)]
- Общие черты с окситанским (в частности, лангедокским диалектом)
  - Выпадение латинского интервокального -n (pane, vinu → pa, vi). В отличие от лангедокского диалекта, во множественном числе [n] сохраняется (ср., pans, vins), за исключением северо-каталанского диалекта.
  - Оглушение конечных согласных: verd [t], àrab [p]
- Оригинальные черты:
  - Следующие черты не встречаются в других романских языках:
    - Интервокальный латинский -d — переходит в -u (pede, credit → peu, (ell) creu)
    - Латинские конечные -c + -e, -i → -u (crucem → creu)
    - Латинское окончание -tis (2-е лицо множественного числа) перешло в -u (miratis → *miratz → mirau → mirau/mireu)
- Палатализация согласных:
  - Палатализация начального -l (luna, lege → lluna, llei). Эта черта также есть в говоре города Фуа окситанского языка и в некоторых районах распространения астурлеонского
  - Палатализация -is- [jʃ]/[ʃ], от латинских -x-, sc- (coxa, pisce → cuixa, peix)
  - /k/ + [e], [i], [j] → *[ʦ] → [s]; caelu → cel [sɛl].
  - /g/ + [e], [i], [j] → *[ʤ] → [ʤ]/[ʒ]; gelu → gel [ʤɛl]/[ʒɛl].
  - /j/ → *[ʤ] → [ʤ]/[ʒ]; iactare→ gitar [ʤi'tar]/[ʤi'ta]/[ʒi'ta]
  - -ly-, -ll-, -c’l-, -t’l- → ll [ʎ]; muliere → muller; caballu → cavall, хотя происходит и обратный процесс: villa → vila; auricula → *oric’la → orella; uetulus → *vet’lu → vell.
  - -ni-, -gn-, -nn- → ny [ɲ]; LIGNA → llenya; ANNUS → any (подобная фонетическая трансформация существует и в испанском языке)
- Другие черты:
  - Редукция групп согласных -MB-, -ND- → -m-, -n- (camba, cumba, mandare, binda → cama, coma, manar, bena); такой переход существует также в гасконском диалекте окситанского языка и на юге зоны распространения лангедокского диалекта окситанского языка.
  - Удвоение согласных: setmana [mm], cotna [nn], bitllet [ʎʎ], guatla [ll], intel·ligent [ll] → [l]

## Диалекты
Выделяют восточно- и западнокаталанские диалекты. Восток Каталонии, юг каталаноязычной Франции, Балеарские острова и Сардинию относят к области восточнокаталанских диалектов. Другие области распространения каталанского языка относят к западнокаталанскии диалектам.
| Диалекты каталанского языка | |                                                                       |
| ЗАПАДНЫЕ ДИАЛЕКТЫ a) Северо-западный 1. Льейдский субдиалект 2. Рибагорский субдиалект i. Бенаскийский подговор 3. Пальярский субдиалект b) Западные переходные диалекты 1. Валенсийский переходный субдиалект 2. Матарранский субдиалект c) Валенсийский язык (диалект) 1. Кастельонский субдиалект 2. Центральноваленсийский субдиалект 3. Южноваленсийский субдиалект 4. Алаканский субдиалект 5. Мурсиийский субдиалект (Существовал с XIII века до начала XVI века и ныне не существует, особенности лексики и грамматики повлияли на мурсийский диалект испанского языка) ПЕРЕХОДНЫЕ ДИАЛЕКТЫ a) Шипелья* (на границе западных и восточных диалектов) 1. Сольсонский субдиалект b) Субдиалект Тарбены и Валь-де-Гальинеры* (испытал влияние диалекта мальоркин) | ВОСТОЧНЫЕ ДИАЛЕКТЫ a) Северокаталанский 1. Капсирский субдиалект 2. Северокаталанский переходный субдиалект b) Центральнокаталанский* (стал основой для литературного каталанского языка) 1. Субдиалект салат* 2. Барселонский субдиалект 3. Таррагонесский субдиалект c) Балеарский 1. Мальоркин i. Сольерский подговор ii. Польенсский подговор 2. Меноркский субдиалект i. Меноркский восточный подговор ii. Меноркский западный подговор 3. Ивисский субдиалект i. Ивисский сельский восточный подговор ii. Ивисский сельский западный подговор iii. Ивисский городской подговор d) Альгерский | ДРУГИЕ a) Патуэт (исчез) b) Еврейский каталанский (исчез) c) Катаньол |

Главным критерием такого разделения на диалекты является произношение безударных [о], [е] и [а]. В западнокаталанских диалектах эти звуки произносятся так, как они передаются на письме, тогда как в восточнокаталанских диалектах [е] и [а] в безударных позициях произносятся как [ə], а [о] произносится как [u].
Разница в произношении некоторых слов в литературном языке (основанном на восточном центральнокаталанском диалекте) и западных валенсийских диалектах:
| Русский        | Каталанский     | Литературное (восточное) произношение (центральнокаталанский диалект) | Западное произношение (центральноваленсийский субдиалект) |
| -------------- | --------------- | --------------------------------------------------------------------- | --------------------------------------------------------- |
| «земля»        | terra           | [ˈtɛrə]                                                               | [ˈtɛra]                                                   |
| «небо»         | cel             | [sɛɫ]                                                                 | [sɛɫ]                                                     |
| «вода»         | aigua           | [ˈajɣwə]                                                              | [ˈajɣwa]                                                  |
| «огонь»        | foc             | [fɔk]                                                                 | [fɔk]                                                     |
| «человек»      | home            | [ˈɔmə]                                                                | [ˈɔme]                                                    |
| «женщина»      | dona            | [ˈdonə]                                                               | [ˈdɔna]                                                   |
| «есть, кушать» | menjar          | [mənˈʒa]                                                              | [menˈdʒa(r)]                                              |
| «пить»         | beure           | [ˈbɛwɾə]                                                              | [ˈbewɾe]                                                  |
| «большой»      | gran            | [gɾan]                                                                | [gɾan]                                                    |
| «маленький»    | petit / xicotet | [pəˈtit] / [ʃikuˈtɛt]                                                 | [peˈtit] / [tʃikoˈtɛt]                                    |
| «купить»       | comprar         | [kumˈpɾa]                                                             | [komˈpɾa(r)]                                              |
| «ночь»         | nit             | [nit]                                                                 | [nit]                                                     |
| «день»         | dia / jorn      | [ˈdiə] / [ʒorn]                                                       | [ˈdia] / [dʒɔrn]                                          |
| «английский»   | anglès / anglés | [əŋˈgɫɛs]                                                             | [aŋˈgɫes]                                                 |
| «почему»       | per què         | [pərˈkɛ]                                                              | [pɛrˈke]                                                  |
| Валенсия       | València        | [bəˈɫɛnsiə]                                                           | [vaˈɫɛnsia]                                               |

## Письменность
Каталанский язык использует латинский алфавит с дополнительными диакритическими знаками: a (à), b, c (ç), d (dj), e (é è), f, g (gu, ig), h, i (í, ï), j, k, l (ll, l•l), m, n (ny), o (ó, ò), p, q (qu), r (rr), s (ss), t (tg, tj, tx), u (ú, ü), v, w, x (ix), y, z.
Среди оригинальных черт каталанского правописания можно отметить:
- употребление точки между двумя буквами l для обозначения звука [ł:]: intel·ligent [intəł:i'ʑɛn] «умный»;
- буквосочетание -ny- (так же употребляется в венгерском языке, в каталанском языке оно обозначает звук [ɲ], который во французском передаётся буквосочетаниями -gn-, в окситанском и португальском — как -nh-);
- употребление буквосочетания -ig- для обозначения звука [ʧ] в словах faig, maig, mig и т. п.;
- употребление буквы t- для обозначения последующей удлинённой согласной (tm, tn, tl и tll), ср. setmana [sə'm:anə] «неделя», bitllet [bi'ʎ:ɛt] «билет»;
- употребление буквосочетаний ts, tz, tg и tj для обозначения звуков-аффрикат, ср. platja ['pladʑə] «пляж», dotze ['dodzə] «двенадцать».

## Лингвистическая характеристика

### Фонетика и фонология

Гласные звуки литературного каталанского языка

В каталанском языке насчитывается 29 согласных, из них 3 — только в диалектах.
|               |               | Губно-губные | Губно-зубные | Зубные | Альвеолярные | Палатальные | Заднеязычные |
| ------------- | ------------- | ------------ | ------------ | ------ | ------------ | ----------- | ------------ |
| Носовые       | Носовые       | m            |              |        | n            | ɲ           | ŋ            |
| Взрывные      | глухой        | p            |              | t      | t            | (c) ~ k     | (c) ~ k      |
| Взрывные      | звонкий       | b            |              | d      | d            | (ɟ) ~ g     | (ɟ) ~ g      |
| Аффрикаты     | глухой        |              |              |        | ts           | tɕ          |              |
| Аффрикаты     | звонкий       |              |              |        | dz           | dʑ          |              |
| Фрикативные   | глухой        |              | f            |        | s            | ɕ           |              |
| Фрикативные   | звонкий       |              | (v)          |        | z            | ʑ           | γ            |
| Дрожащие      | Дрожащие      |              |              |        | r            |             |              |
| Одноударные   | Одноударные   |              |              |        | ɾ            |             |              |
| Аппроксиманты | Аппроксиманты |              |              |        |              | j           | w            |
| Боковые       | Боковые       |              |              |        | l            | ʎ           |              |

В каталанском языке насчитывается 8 гласных. В литературном языке безударные /e/, /ɛ/ и /a/ редуцируются в [ə], а /o/ и /ɔ/ — в [u]. В западно-каталанских диалектах [e], [o] и [a] могут быть также невокальными.
В диалекте мальоркин [ə] может быть в вокальной позиции.
В языке есть также много дифтонгов, все они начинаются или заканчиваются на [j] или [w]:
| [ej] | rei   | «царь»     | [ɛw] | peu    | «нога»   |
| [uj] | avui  | «сегодня»  | [ow] | pou    | «хорошо» |
| [ja] | iaia  | «бабушка»  | [wa] | quatre | «четыре» |
| [jɛ] | veiem | «мы видим» | [wə] | aigua  | «вода»   |

### Морфология

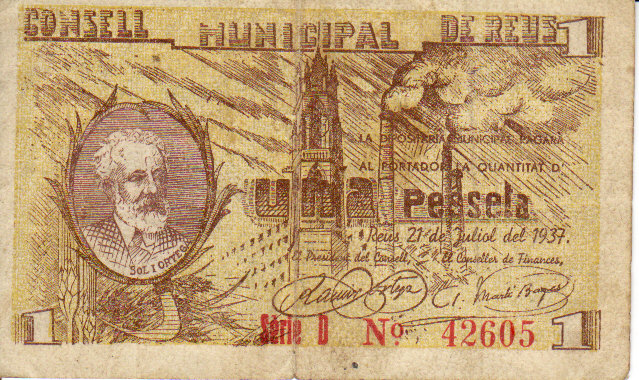
Каталанский язык на банкнотах: аверс купюры номиналом 1 песета выпуска 1937 г., городской совет г. Реус

Грамматика каталанского языка имеет немало общих черт с другими романскими языками: используются определённый и неопределённый артикли; существительные, прилагательные, местоимения и артикли склоняются по роду (мужской и женский) и числу (единственное и множественное); глаголы спрягаются по лицу, числу, виду, времени и наклонению; отсутствуют модальные глаголы; порядок слов более свободный, чем, например, в английском языке.

### Синтаксис

#### Порядок расположения членов предложения
Как и в русском языке, обычно в простом предложении сказуемое идет после подлежащего, а дополнение — после сказуемого, однако очень часто члены предложения располагаются произвольно, например: Brillava el sol «Солнце светило», дословно: «Светило солнце». Подлежащее также может опускаться, например: Era difícil convènce’l «Было трудно его убедить», дословно: «Было трудно убедить его».

#### Вопросительные предложения
Обычно порядок слов в вопросительном предложении не отличается от порядка в положительном, меняется только интонация. Однако довольно часто, особенно в устной речи, в вопросительном предложении в начале ставят слово què, которое отделяют запятой от остальных слов (аналог английского if), например: Què, vindràs a la festa dissabte? «Придёшь ли ты на праздник в субботу?»

#### Отрицание
Для выражения отрицания обычно используют частицу no, которую ставят перед глаголом. Иногда, как во французском или окситанском языках, после глагола употребляют частицу pas (всегда вместе с no). Кроме того, используют две конструкции при отрицании наличия одного предмета или лица (no … cap) и вещи, которую невозможно посчитать (no … gens). De gelats de vanilla no ens queda en cap «[Одной порции] ванильного мороженого у нас не осталось», дословно: «Ванильных мороженых не у нас их остаётся ничего».
Кроме того, употребляются следующие конструкции: для «никогда не» — no … mai, «больше никогда не» — no … més.

#### Слабые местоимения
Одной из наиболее отличительных черт каталанского синтаксиса является наличие большого количества слабых местоимений (pronoms febles). Это позволяет во фразе, особенно в устной речи, заменять любое существительное соответствующим местоимением. В большинстве случаев простое предложение строится следующим образом: A música, hi dedico molt de temps «Я посвящаю много времени музыке», дословно: «Музыке, этому (я) посвящаю много времени». Такое построение простого предложения характерно для разговорных форм других романских языков.
Как и во французском языке, существительное с частицей de заменяется местоимением en, существительное с частицей a или amb — местоимением hi (во французском — y), например: No hi estic d’accord «Я не соглашаюсь с этим».
Местоимение ho заменяет целую фразу, например: Això és veritat, ho diu el capità «Это правда, [про] это говорит капитан».
Слабые местоимения могут комбинироваться, и таких комбинаций насчитывается 65. Обычно на первое место ставятся местоимения em, et, li, ens, us, els, а затем местоимения hi, ho, en и т. п. Например, m’hi van recomanar «они меня ему рекомендовали» (ср. исп. me recomendaron a él, фр. ils m'ont recommandé à lui).

#### Выбор глагольных форм
В определённых аспектах каталонский чуть ближе к германским языкам, чем соседние испанский и французский — выбор соответствующей глагольной формы обусловливается наличием темпоральных деепричастий (ja «уже», encara «ещё» и т. д.). Например, Ho vam fer ahir «Мы это сделали вчера» и Ho fèiem sovint quan érem joves «Мы это часто делали, когда были молодыми».

#### Притяжательность («свой»)
Принадлежность чего-то (на русском чаще всего передается словом свой) в каталанском является само собой разумеющимся и не передается средствами языка, например: Ha perdut el passaport «Он / она потерял/а свой паспорт».
В примере на языке оригинала не указывается, чей паспорт она потеряла: свой, твой, мой, его или её. В каталанском языке, как и в любом другом романском языке, на принадлежность указывают притяжательные местоимения, которые отвечают на вопрос «чей?» (de qui?). Такие местоимения всегда употребляются с определённым артиклем, соответствующим роду и числу того существительного, с которым согласуется.

#### Уважительное обращение
Для передачи русского «не мог бы ты» употребляется конструкция et fa res + неопределённая форма глагола, например: Et fa res obrir la finestra? «Не мог бы ты приоткрыть окно?»; Li fa res pagar ara mateix? «Не могли бы Вы заплатить прямо сейчас?»; Us fa res baixar del cotxe? «Не могли бы вы [во множественном числе, неуважительно] выйти из машины?»; Els fa res parlar en anglès? «Не могли бы вы [во множественном числе, уважительно] говорить на английском?»

#### Употребление артикля с именами
Определённый артикль, как и в окситанском языке, в большинстве случаев употребляется перед именами (en, l’ — для мужских имен и la, l’ — для женских). Артикль не употребляется при обращении к человеку и после выражения em dic «меня зовут». Пример: Natàlia, et presento la Lídia «Наталья, познакомься с Лидией», дословно: «Наталья, (я) представляю тебе Лидию». В первом случае (перед Natàlia) артикль отсутствует, во втором случае (перед Lídia) артикль присутствует.

### Лексика

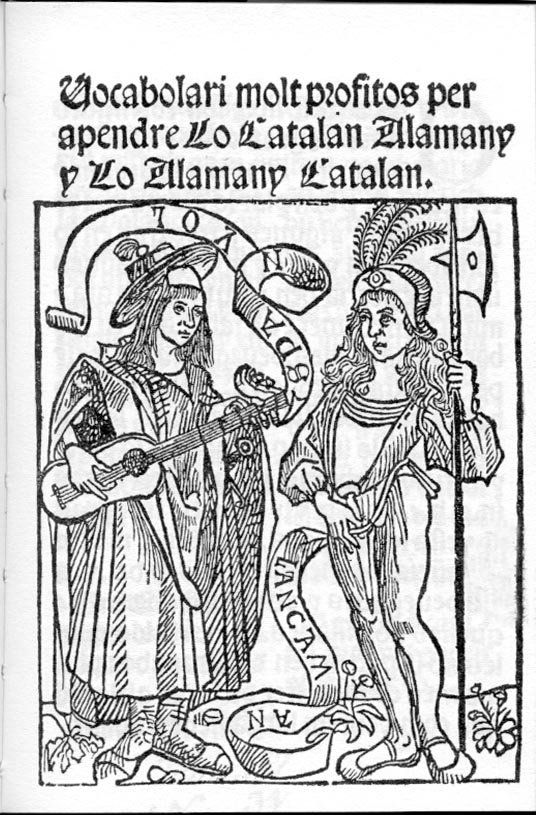
«Наиболее полный словарь для изучения каталанского языка немцами и немецкого языка каталонцами» (Vocabolari molt profitós per apendre lo catalan-alamany y lo alamany-catalan), 1502 год, отпечатано в Перпиньяне печатником Жуаном Розембаком

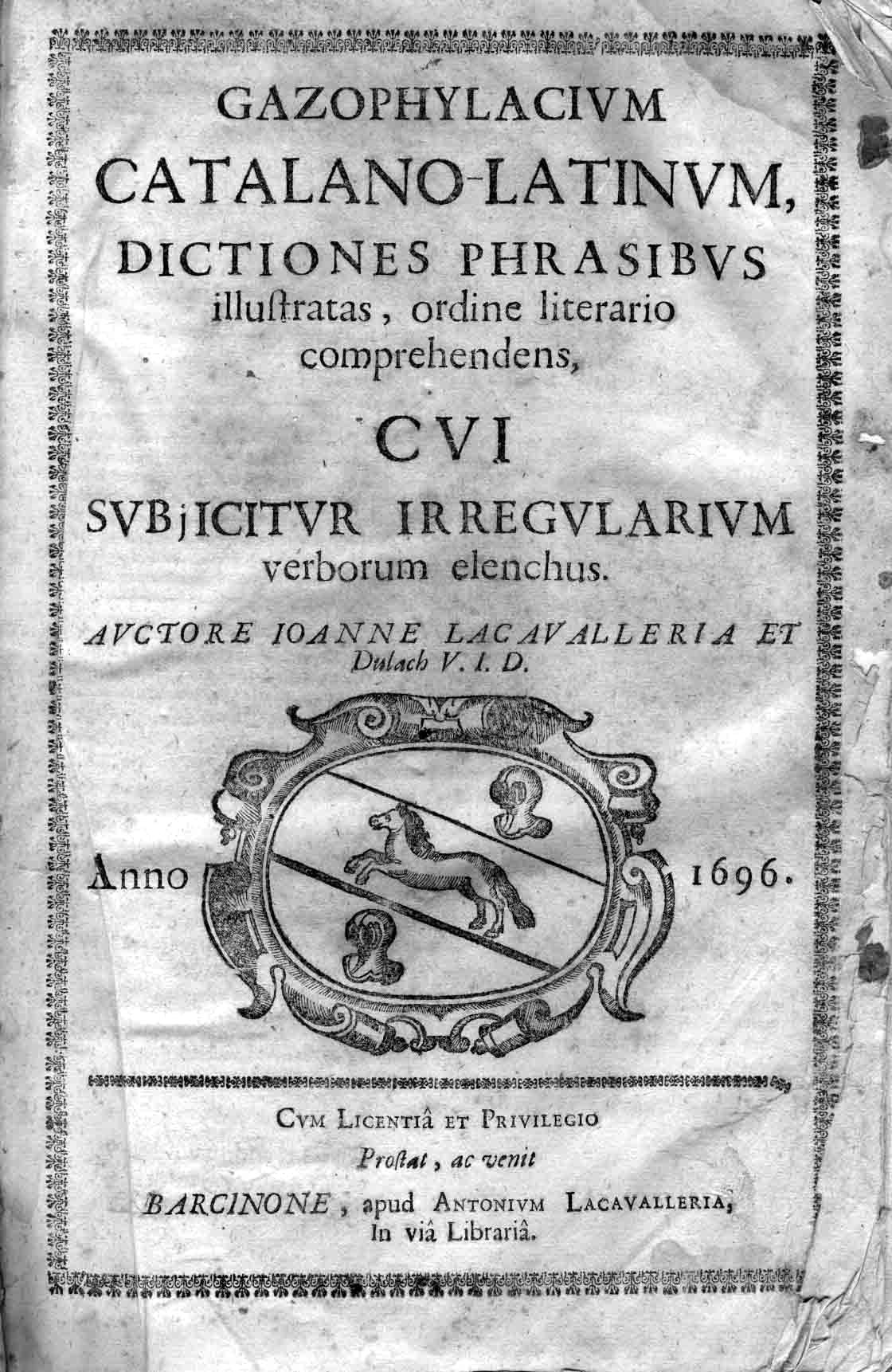
«Каталано-латинский словарь» (Gazophylacium catalano-latinum), 1696 год, издатель Антони Лакабальериа

Лексическое ядро каталанского языка состоит из слов латинского происхождения. Лексика каталанского языка имеет больше общих черт с галло-романскими языками, чем с иберо-романскими. Ближайшим к каталанскому с точки зрения лексики является окситанский язык.
- Fenestra → finestra (окс. fenèstra/finèstra, фр. fenêtre, итал. finestra), но ventus → исп. ventana, порт. janela;
- manducare → menjar (окс. manjar, фр. manger, итал. mangiare), но comedere → исп. comer, порт. comer;
- matutinu → matí (окс. matin, фр. matin, итал. mattino/mattina), но hora maneana → исп. mañana, порт. amanhã;
- parabolare → parlar (окс. parlar, фр. parler, итал. parlare), но favolare → исп. hablar, порт. falar;
- tabula → taula (окс. taula, фр. table), но mensa → исп. mesa, порт. mesa.

## Межъязыковые связи

#### Влияние каталанского на другие языки
Каталанский язык в разные времена значительно влиял на языки тех народов, которые входили в состав Арагонского королевства или иноязычного населения, которое проживало в непосредственной близости от каталонских земель. Такое влияние прежде всего фиксируется в фонетике и лексике этих языков и диалектов.
- Диалект испанского языка панотчу или панотчо (panotxo) в автономном сообществе Мурсия в Испании
- Сардинский язык, о-в. Сардиния в Италии
- Сицилийский язык в Южной Италии
- Неаполитанский язык, Италия
- Диалект чурро испанского языка в испаноязычных районах автономного сообщества Валенсия
- Диалект патуэт[кат.] или патауэт (patuet, фр. pataouète), на котором до 1962 г. говорили иммигранты и их потомки из Менорки, Юга Валенсии, Руссильона, которые поселились в Алжире. Основой этого диалекта стали в основном западные наречия каталанского языка с большой примесью французских и арабских слов. Для письма использовалась французская орфография, издавались газеты.

#### Каталанские слова, заимствованные другими языками

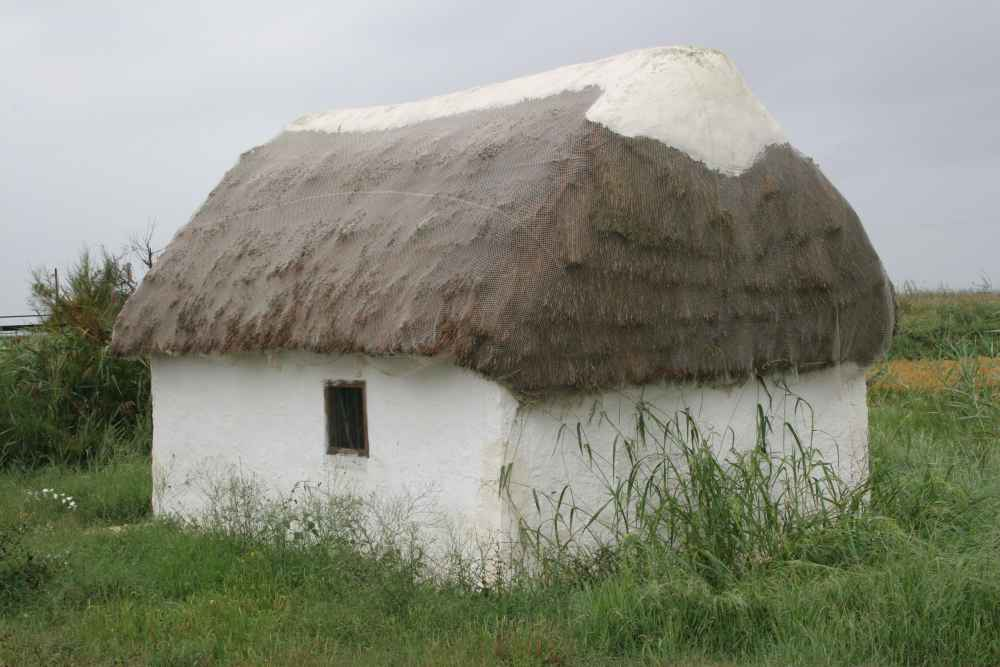
Традиционная изба (barraca) в нижнем течении реки Эбро

Самое известное слово, заимствованное многими языками мира из каталанского — паэлья (paella).
Другое слово итальянского происхождения, которое было заимствовано другими языками посредством каталанского, — слово барак (barraca), в каталанском языке так называется изба в Валенсии и в нижнем течении реки Эбро на юге Каталонии, которая чаще всего использовалась как временное жильё рыбаков.
Ещё одним каталанским словом, которое было заимствовано многими языками посредством окситанского и французского языков, является слово айоли (allioli → окс. alhòli — стандартная орфография, окс. aiòli — норма, предложенная Мистралем → фр. ailloli или aïoli), которое означает соус из чеснока и оливкового масла, похожий на майонез.
Во французский язык из каталанского были заимствованы следующие слова: фр. sardane «сардана» (от sardana); фр. abricot «абрикос» (от albercoc, что, в свою очередь, было заимствовано из араб. أَلْبَرْقُوق‎ al-barquq, а то, в свою очередь, — от греч. πραικόκιον; в греческий язык же слово пришло из латыни); фр. aubergine «баклажан» (от albergínia, что, свою очередь заимствовано, из араб. الباذنجان‎ al-bâdindjân, а в арабский пришло из перс. بادمجان‎ [badmjan]); фр. baraque «барак» (от barraca) и т. д.
В язык эсперанто, кроме слов paella и barraca, вошло каталанское слово porxo (читается поршу), которое означает «портик церкви» или «крыльцо».
Как указано в словаре Королевской академии испанского языка, испанским в разные периоды было заимствовано до 350 слов или непосредственно из каталанского или при его посредничестве.
| A - abete - absenta - acotar - adrede - aguaitar - alambor - albergue - alioli (из кат. allioli) - amainar - amprar - andarivel - añoranza - añorar - armatoste - arreo (наречие) - arel - arganel - argue - arreo - atiparse - avellanate - avería B - babazorro - bacín - bacoreta - bagre - bajel - bajoca - baladre - balda - balduja - ballener - balso - banda - banderola - barcella - barraca - bastaje - bayoco - bel - betún - boj - boja - bojar - boje - bol - borde (прилагательное) - borracha - borraja - botifarra - bou - bovaje - brazola - brocatel - brollar - buido - burdel - buriel - butifarra C - cairel - cadireta - cajel - cajín - calonge - camaerlengo - camota - cantel - cantimplora - canute - capel - capicúa (от capicua, cap i cua) - capítol - capitoste - capolar - carquerol - carquiñol - carrafa - carraspique - carretón - castañola - cascabel - ceje - celindrate - ceprén - chácena - chafardero - chamelo - charnego - choca - chueta - chuleta - chulla - cimbel - clavel - clavellina - clota - coca - codoñate - cohete - combés - conceller - confite - congoja - conrear - conseller - convite - corda - cordel - corondel - correjel - correo - cortapisa - crébol - crisol - cuartera - cuarterada D - dátil - derrería - desgaire - destre - detal - doncel - dosel | E - embornal - embuñegar - empeltre - empesador - ensaimada - envite - escabel - escalivada - escarola - escarpia - esclafar - escoa - escomesa - escudella - espinel - esquife - esquirol - estoperol - estrepada F - faena - fajol - falla - fango - farte - fásol - fideuà - filete - fleje - flojel - foja - fona - fonébol - fonje - forastero - forcejar - formaleta - formalete - fornel - fornel - fornir - francalete - frao - frazada - fréjol - freo - fuchina - fuet - fuete - fuñar - fustete G - galdido - gandaya - garba - genol - gobén - gobernalle - granel - grao - grapa - gresca - greuge - gros - grupada - guaita - guante H - hordiate J - jácena - jaloque - jamugar - jar - jaquir L - lagotero - libán - linaje (от llinyatge) - lisa - loguer - lonja M - macarra - maitines - malcoraje - mancha - manigueta - manjar - manuella - margallón - mariol - masada - masía - masovero - melís - melsa - menge - mercader - mercadería - mercería - mero - metalla - micer - miñón - mirrauste - mojada - mojel - molde - molsa - moncheta - morel de sal - moscatel - mosén - mosqueta - mostela - mostellar - mote - muelle - mújol - musola N - nácar - naipe - nao - naucher | - neto - nevereta - ninot - nolit - noque - novecentismo (от noucentisme) - novel O - oraje - orate - orgullo - oriol - oropimente (от orpiment) - osta P - pagel - pajarel - palafrén - palangre - palenque - palmejal (от paramitjal) - panoli (от pa amb oli) - pansido - pantalla - papel - paella - pavorde - payés - peaje - pebete (от pevet) - pelaire - pelitre - percanzar - percha - perchel - perno - perol - perpunte - peseta (от peceta, уменьш. от peça) - pésol - petar - picaporte - pilatero - pincel - pinjar - piñonate - piular - placer - plantaje - poncella - porcel - porche - pota - pote - preboste - prensa - proejar - proel - proís Q - quijote R - rabasaire - rabassa morta - rapa - rape - regala - remiche - rengle - reloj - reo - retal - retel - retrete - riel - ringlera - rol (от rolde, rollo) - roquete - rosca - rozagante S - salicor - salvaje - sastre - sardinel - semblante - seo - serpol - serviola - siroco - sirria - sobrasada - soler - somatén - sor - sosa T - tafetán - taula - tercerol - tifo - tirabeque - tercerol - tortel - trabucaire - traite - trébol - trenque - treo - truque - turrón - tusón U - usaje V - vellutero - ventresca - viaje Z - zadorija |

#### Иноязычные заимствования в каталанском языке
На протяжении своей истории каталанский язык позаимствовал значительное количество слов из иностранных языков, особенно из испанского, арабского (строительное дело, сельское хозяйство, управление, астрономия, математика, топонимика, многочисленные антропонимы), французского (такие слова, как amateur «любитель, знаток», argot «арго», bricolatge «ремонт, мелкая работа», dossier «досье») и английского (интернет и компьютерные технологии: e-mail, или correu electrònic, «электронная почта», el web «веб»).
В разговорной речи иногда вместо каталанских слов употребляются их кастильские эквиваленты (такие слова, как antes вместо abans «до», barco «вместо» vaixell «корабль», inglès вместо anglès «английский, англичанин», después вместо després «после» и др.). Литературный язык избегает такого частого употребления испанских слов.

## Каталонские фамилии
В каталаноязычных районах (кроме Восточных Пиреней) ребёнок официально получает две фамилии: отцовскую (обычно ставится на первое место) и материнскую. Фамилии чаще всего (хотя не обязательно) соединяются частицей i (на русском передаётся как «и»), например, полное имя и фамилия архитектора Антонио Гауди — Анто́ни Пла́сид Гилье́м Гауди́-и-Курне́т.
Поскольку во времена Франко производилась насильственная испанизация каталонцев (например, написание фамилии Pinyol могла быть изменена на Piñol, Cases — на Casas, Perpinyà — на Perpiñá и т. д.), сейчас в автономном сообществе Каталония действует упрощённая процедура исправления имени или фамилии: нужно обратиться в местное представительство Департамента здравоохранения Каталонии (Servei Català de la Salut, или чаще CatSalut) и исправить так называемую TSI — персональную карточку доступа к медицинским услугам. Для этого необходимо получить сертификат Института изучения Каталонии, который засвидетельствует правильность написания каталанской версии имени и фамилии.

## Примеры
Статья 1 Всеобщей декларации прав человека:

Tots els éssers humans neixen lliures i iguals en dignitat i en drets. Són dotats de raó i de consciència, i han de comportar-se fraternalment els uns amb els altres.

Перевод:

Все люди рождаются свободными и равными в своём достоинстве и правах. Они наделены разумом и совестью и должны поступать в отношении друг друга в духе братства.

| Язык        | Отрывок 1 | Отрывок 2 |
|             | Источник Архивная копия от 19 февраля 2018 на Wayback Machine | Источник Архивная копия от 19 февраля 2018 на Wayback Machine |
| Каталанский | Un gran escriptor català, Josep Pla, deia que ell sabia que estava en el seu país quan deia bon dia i li responien bon dia. Doncs això es precisament el que significa una llengua, sentir-te a casa teva, identificar-te amb una identitat pròpia, amb unes arrels, amb la teva manera de fer, amb la teva manera de ser perquè totes aquestes coses van lligades les unes amb les altres | Jo soc català, i soc català entre d’altres coses perquè parlo el català. També n’hi han catalans que no parlen el català habitualment però també son catalans, però aquest sentiment de pertinença, aquest sentiment de saber que pertanyo a una cultura molt antiga, a una cultura que ha donat o que ha fet aportacions universals també des de la llengua, que es una llengua viva, que la hem sabuda conservar, que la hem sabuda fer progressar, que hem hagut de lluitar molt perquè fos una llengua encara avui viva, ho es |
| Русский     | «Как утверждал великий каталонский писатель Жозеп Пла, если я говорю Bon dia („Добрый день“), и люди мне отвечают Bon dia („Добрый день“), то я знаю, что я в своей собственной стране. Что ж, это точное определение языка. Это ощущение дома, понимание своей идентичности, своих корней, своего образа действий и существования — потому, что все эти вещи взаимосвязаны друг с другом» | «Я каталонец, и одна из нескольких причин этого — я говорю на каталанском языке. Есть каталонцы, которые не говорят на каталанском языке постоянно, и они также являются каталонцами, но это чувство причастности, осознание того, что я отношусь к древней культуре — культуре, которая сделала универсальный вклад своим языком, живым языком, который мы знаем, как сохранить, как развивать, как бороться за то, чтобы он оставался живым сегодня. Это чувство поистине настоящее»                                             |